# Tapinella
Tapinella E.-J. Gilbert,: 67 (1931)
Tapinella è un genere di funghi appartenente alla famiglia Hygrophoropsidaceae che un tempo era annoverato nella famiglia Paxillaceae.

## Specie di Tapinella
La specie tipo è Tapinella panuoides (Batsch) E.-J. Gilbert (1931), altre specie incluse sono:
- Tapinella atrotomentosa (Batsch) Šutara (1992)
- Tapinella corrugata (G.F. Atk.) E.-J. Gilbert (1931)

## Galleria d'immagini

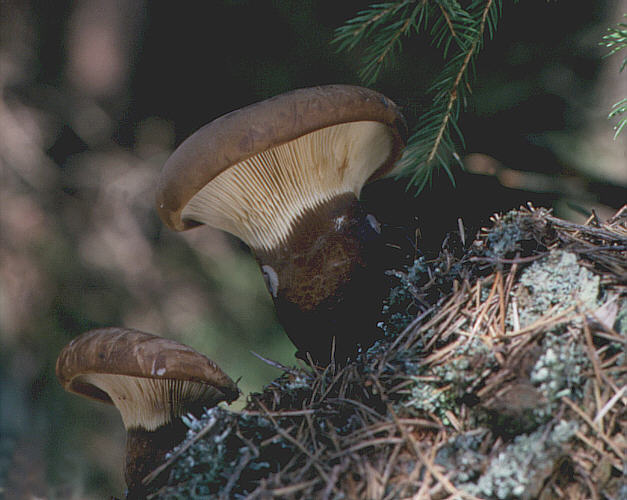
Tapinella atrotomentosa